# Dolazi oluja
Dolazi oluja šesti je studijski album hrvatskog glazbenog sastava Colonia. Diskografska kuća Croatia Records objavila ga je 2003.

## Popis pjesama
1. "C'est la vie"
2. "Luda za tobom"
3. "Što mi je ovo trebalo"
4. "Zima je..."
5. "Plamen od ljubavi"
6. "Dolazi oluja"
7. "Iluzija"
8. "Oči boje meda"
9. "Običan dan"
10. "Ne gledaj me tako"
11. "Ljeto 80 i neke"
12. "Prvi poljubac"
13. "Pali, kreni, gas i fiju briju"